# Мос Деф
Ясіíн Бей (ім'я при народженні Да́нте Те́ррелл Сміт (англ. Dante Terrell Smith, нар. 11 грудня 1973, Нью-Йорк) — американський музикант, актор, активіст, раніше відомий під ім'ям Мос Деф.
Найбільшу популярність здобув завдяки своїй музиці. Бей почав свою кар'єру у 1994 році у гурті Urban Thermo Dynamics (UTD), незабаром заснував колектив Black Star разом із репером Талібом Квелі та продюсером Hi-Tek. У 1998 вийшов їхній дебютний альбом Mos Def & Talib Kweli Are Black Star. Перший сольний альбом Сміта Black on Both Sides вийшов у 1999 році. Після цього він випустив ще 3 альбоми: The New Danger (2004), True Magic (2006) та The Ecstatic (2009). У 2016 році виходить останній альбом Ясііна.

## Музична кар'єра

### 1994—1998 Перші спроби на Rawkus Records та колектив Black Star

^{Таліб Квелі (зліва) та Мос Деф (справа) у 1998 році.}

Мос Деф почав займатись хіп-хопом у 1994 році. Тоді він заснував колектив Urban Thermo Dynamics, до якого також входили його брат Іл'яс Бей (справжнє ім'я Денард Сміт) та сестра Сес. У 2004 році в такому складі вони випустили свій єдиний альбом Manifest Destiny. Цей альбом складався з пісень, що були записані під час існування колективу (1994—1996).
У 1996 році Сміт співпрацював з популярними на той час
Da Bush Babees та Da Bush Babees, а невдовзі стає підписантом Rawkus Records, під крилом якого випускає свій перший синґл Universal Magnetic [Архівовано 3 лютого 2016 у Wayback Machine.].
Згодом Мос Деф разом із репером Талібом Квелі та продюсером Hi-Tek засновують колектив Black Star. У 1998 випускають свій дебютний альбом Mos Def & Talib Kweli Are Black Star.
Таліб Квелі
Respiration (song)
Respiration та Definition (синґли з альбому)
потрапляють до рейтингу 100 найкращих реп-пісень порталу VH1.

### 1999—2006:Black on Both Sides,The New DangerтаTrue Magic

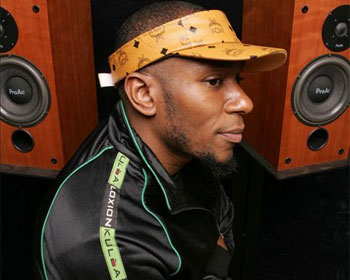
^{Мос Деф у 2004 році.}

Мос Деф випустив свій дебютний сольний альбом Black on Both Sides у 1999 році на лейблі Rawkus Records. Також він робить свій внесок у створення альбому Anomie & Bonhomie Скрітті Політті, а також записувався для лейбл-компіляцій Lyricist Lounge та Soundbombing.
Після банкрутства Rawkus Records, Сміт уклав контракт з Geffen Records і у 2004 році випускає The New Danger. Цей альбом містив пісні у таких жанрах як реп, соул, блюз, рок-н-рол (разом зі своїм гуртом Black Jack Johnson, в який входили члени колективів Bad Brains and Living Colour.
У 2004 році Мос Деф з'являється на альбомі Каньє Веста The College Dropout у пісні Two Words.
Останній альбом для Geffen Records True Magic був випущений у 2006 році.

### 2007—2011: Новий альбом та GOOD Music

^{Фаррелл та Мос Деф у 2009 році.}

7 листопада 2007 року Мос Деф проводить концерт у Сан-Франциско, де анонсував що збирається випустити новий альбом під назвою The Ecstatic.
Мос Деф з'являється на альбомі Каньє Веста Graduation у піснях Drunk & Hot Girls та Good Night.
У квітні 2008 року він з'являється на трекові Rising Down колективу The Roots.
4 листопада 2008 року на iTunes з'являється перший синґл з майбутнього альбому під назвою Life In Marvelous Times.
The Ecstatic побачив світ 9 червня 2009 року.
У вересні 2010 Мос Деф підтвердив, що стає підписантом лейбла Каньє Веста GOOD Music.

### 2012—2016: Зміна псевдоніму та затишшя

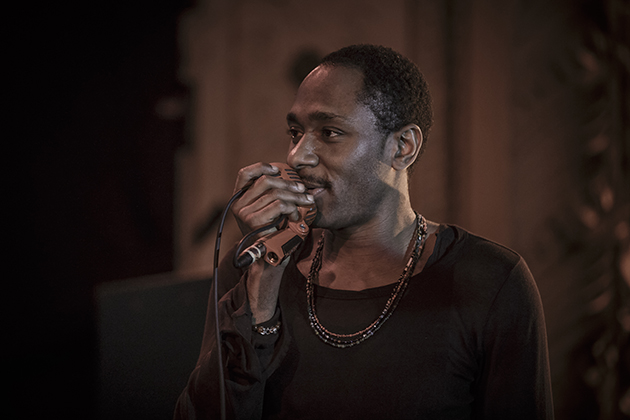
^{Ясіін у 2015 році.}

У 2012 році Мос Деф офіціально змінює свій псевдонім, прокоментувавши це таким чином:
Я давно почав боятись, що Мос Деф перетвориться на продукт, втративши особистість, тож я став Ясііном ще у 99-му. Спочатку тільки для родини та друзів, але тепер я готовий оголосити це на весь світ.
У січні 2012 репер оголосив, що збирається «відродити» Black Star, однак цього не відбувається.
Після цього протягом декількох років Ясіін нерегулярно давав концерти по всьому світу, не випускаючи нової музики.
У 2015 році Ясіін з'явився на трекові Back Home з нового альбому A$AP Rocky під назвою At.Long.Last.A$AP.
19 січня 2016 року репер через офіційний сайт Каньє Веста [Архівовано 2 липня 2012 у Wayback Machine.] оголосив про закінчення кар'єри та про вихід останнього сольного альбому.
Da Bush Babees

## Дискографія
| Рік  | Обкладинка | Назва альбому                        | Виконавець                                  |
| ---- | ---------- | ------------------------------------ | ------------------------------------------- |
| 1998 |            | Mos Def & Talib Kweli are Black Star | у складі Black Star (Мос Деф і Таліб Квелі) |
| 1999 |            | Black On Both Sides                  | як Мос Деф                                  |
| 2004 |            | Manifest Destiny                     | у складі UTD (Мос Деф, DCQ і Сес)           |
| 2004 |            | The New Danger                       | як Мос Деф                                  |
| 2006 |            | True Magic                           | як Мос Деф                                  |
| 2009 |            | The Ecstatic                         | як Мос Деф                                  |
| 2016 |            | Невідома назва                       | як Ясіін Бей                                |